# Stadion am Quenz
Stadion am Quenz – wielofunkcyjny stadion w mieście Brandenburg an der Havel, w Niemczech. Został otwarty w 1955 roku. Może pomieścić 15 500 widzów. Swoje spotkania rozgrywają na nim piłkarze klubu FC Stahl Brandenburg.
Stadion klubu Stahl Brandenburg został wybudowany w latach 1952–1955. 30 kwietnia 1967 roku na tym obiekcie rozegrano mecz finałowy piłkarskiego Pucharu NRD (BSG Motor Zwickau – FC Hansa Rostock 3:0). W latach 1970–1971 arenę zmodernizowano i powiększono do pojemności 12 000 widzów. W 1984 roku Stahl Brandenburg po raz pierwszy w historii awansował do Oberligi (w której pozostał aż do Zjednoczenia Niemiec), a na stadionie wzniesiono trybunę główną z zadaszeniem. W 1986 roku rozbudowano trybuny stojące na łukach i zainstalowano elektroniczną tablicę wyników. W tym samym roku, po zajęciu najwyższego w historii, 5. miejsca w Oberlidze, Stahl Brandenburg jesienią wystąpił w Pucharze UEFA. W pierwszej rundzie wyeliminował północnoirlandzki Coleraine FC (1:1 na wyjeździe i 1:0 u siebie), a w drugiej rundzie odpadł z późniejszym zwycięzcą rozgrywek, szwedzkim IFK Göteborg (0:2 na wyjeździe i 1:1 u siebie). Mecz z IFK Göteborg 5 listopada 1986 roku obejrzało z trybun stadionu w Brandenburgu rekordowe 18 000 widzów (choć według nieoficjalnych danych liczba ta mogła wówczas sięgnąć nawet 22 000). 13 maja 1987 roku na stadionie odbyło się towarzyskie spotkanie piłkarskich reprezentacji narodowych (NRD – Czechosłowacja 2:0). Pod koniec lat 80. XX wieku rozpoczęto budowę masztów oświetleniowych, ale oddanie oświetlenia do użytku nastąpiło dopiero w roku 1996 (w tym samym roku położono też tartanową bieżnię lekkoatletyczną). Oświetlenie osadzone było na czterech masztach, które ustawiono w rogach stadionu, za trybunami. Maszty miały charakterystyczny kształt i były wyróżniającym się elementem stadionu. W związku z obawami o bezpieczeństwo, zdemontowano później większość reflektorów z górnych partii masztów, a w 2017 roku całkiem zlikwidowano sztuczne oświetlenie, demontując maszty.